# Euconnus duboisi
Euconnus duboisi é uma espécie de insetos coleópteros polífagos pertencente à família Scydmaenidae.
A autoridade científica da espécie é Mequignon, tendo sido descrita no ano de 1929.
Trata-se de uma espécie presente no território português.